# José María Minella Stadion
A José María Minella Stadion vagy Estadio José María Minella egy labdarúgó-stadion Mar del Platában, Argentínában. A stadion a General Pueyrredón körzetben található. 
Az 1978-as világbajnokságra építették 1976 és 1978 között. A stadiont 1978. május 21-én nyitották meg és 35354 néző befogadására alkalmas. 

## Események

### 1978-as világbajnokság
| Dátum            | Pályaválasztó | Eredmény | Vendég        | Részletek  | Nézők  |
| ---------------- | ------------- | -------- | ------------- | ---------- | ------ |
| 1978. június 2.  | Olaszország   | 2–1      | Franciaország | 1. csoport | 42 373 |
| 1978. június 3.  | Brazília      | 1–1      | Svédország    | 3. csoport | 32 569 |
| 1978. június 6.  | Olaszország   | 3–1      | Magyarország  | 1. csoport | 26 533 |
| 1978. június 7.  | Brazília      | 0–0      | Spanyolország | 3. csoport | 31 278 |
| 1978. június 10. | Franciaország | 3–1      | Magyarország  | 1. csoport | 23 127 |
| 1978. június 11. | Brazília      | 1–0      | Ausztria      | 3. csoport | 35 221 |